# Antic Casal de Poblet
L'Antic Casal de Poblet és una obra de Tarragona protegida com a Bé Cultural d'Interès Local.

## Descripció
Edifici de dos pisos d'alçada amb façana al carrer Granada -on té la porta principal d'entrada-.
Construït aprofitant la muralla romana, com es pot comprovar a la façana posterior del Passeig de Sant Antoni, on resten obertes varies finestres i balcons.

## Història
El segle xvi sembla que aquest edifici era casa o posada pels frases del monestir de Poblet, encara que els primers documents daten de començaments del segle xvii.